# Биберталь (Бавария)
Биберталь (нем. Bibertal) — община в Германии, в земле Бавария. 
Подчиняется административному округу Швабия. Входит в состав района Гюнцбург.  Население составляет 4710 человек (на 31 декабря 2010 года). Занимает площадь 27,31 км².